# Maciste alla corte del Gran Khan
Maciste alla corte del Gran Khan è un film del 1961 diretto da Riccardo Freda.

## Trama
L'imperatore della Cina teme un'invasione da parte dei Tartari e cerca di allearsi con il Gran Khan dei Mongoli. Questi però fa uccidere a tradimento l'imperatore e ne usurpa il trono meditando anche di uccidere gli eredi legittimi per non avere rivali. Ma nel paese arriva Maciste, che si schiera dalla parte dei legittimi sovrani, incontra Chu, il capo dei ribelli e dà inizio alla rivolta contro il Gran Khan.
Alla fine l'usurpatore muore e la principessa Li-Ling può salire al trono e sposare il valoroso Chu.